# Semovente 90/53
El Semovente 90/53 fue un cañón autopropulsado y cazacarros pesado, empleado por los ejércitos de Italia y Alemania durante la Segunda Guerra Mundial. 

## Desarrollo
Fue creado montando un cañón antiaéreo de 90/53 de 90 mm sobre el chasis agrandado de un tanque Fiat M14/41. Solamente se produjeron 48 de estos vehículos, todos ellos en 1942. Este bajo número de producción se debió a la limitada capacidad industrial italiana de aquel entonces, así como a la gran necesidad del cañón de 90 mm para la defensa antiaérea.
El Semovente 90/53 fue desarrollado principalmente para responder a las necesidades de las tropas italianas que luchaban en el Frente del Este, que requerían un cañón antitanque autopropulsado capaz de hacer frente a los tanques soviéticos T-34, KV-1 y KV-2. Las unidades blindadas italianas destacadas en el Frente del Este solamente estaban equipadas con el tanque ligero L6/40 y el cazacarros Semovente 47/32; ninguno de estos tenía suficiente potencia de fuego para enfrentarse a los tanques medios y pesados soviéticos. Sin embargo, ningún Semovente 90/53 fue enviado al Frente del Este.
La mayor desventaja del Semovente 90/53, al igual que muchos cañones autopropulsados de la Segunda Guerra Mundial, era el compartimiento del cañón abierto, lo cual dejaba a los artilleros expuestos a las esquirlas y al fuego de armas ligeras. Además, el Semovente 90/53 tenía muy poco o ningún blindaje en la mayor parte de su superficie. Ya que estos vehículos habían sido diseñados para operar lo suficientemente lejos de los vehículos enemigos y así no ser atacados, esto no fue considerado inicialmente un problema. La pequeña capacidad de transportar municiones del vehículo era otro problema: solamente podía llevar 6 proyectiles. Esto condujo a la creación de vehículos transportadores de munición a partir de tanques L6/40, que acompañaban a cada Semovente 90/53 en combate. Los L6/40 transportadores de munición podían llevar 26 proyectiles, además de 40 proyectiles en un remolque. Junto a los proyectiles antiblindaje estándar, podía disparar los proyectiles Effetto Pronto, o HEAT, cuya carga hueca podía perforar blindajes de 200 mm de espesor a cualquier distancia. El alcance máximo efectivo del cañón era de unos 2000 metros.

## Historial de combate
El Semovente 90/53 dio buena cuenta de su valor durante su primera aparición en la Campaña nor-africana, siendo particularmente apto para emplearse en los grandes espacios abiertos del norte de África. El cañón de 90 mm demostró ser sumamente efectivo contra todos los blindados Aliados. Veinticuatro Semovente 90/53 fueron empleados durante la invasión Aliada de Sicilia en 1943. Tras el Armisticio italiano de 1943, los pocos Semovente 90/53 sobrevivientes fueron confiscados por el Ejército alemán, pero fueron de poca utilidad en los terrenos montañosos del norte de Italia. Por lo cual, la mayoría terminó sus carreras como artillería de largo alcance.

## Ejemplar sobreviviente
Solo un ejemplar sobrevivió a la guerra. Asignado al 163º Grupo de Artillería de Apoyo, fue capturado por los Aliados en Sicilia en 1943 y enviado a Estados Unidos para ser evaluado. Estuvo originalmente exhibido en el Terreno de pruebas de Aberdeen (Maryland) hasta ser transferido en 2012 al Museo de Artillería de Campaña de Fort Sill, en el estado de Oklahoma. Ha sido restaurado por el taller de pintura del Directorado de Logística de Fort Sill y está listo para exhibirse.